# Campionato asiatico per club 2015 (femminile)
Il campionato asiatico per club 2015 si è svolto dal 12 al 20 settembre 2015 ad Ha Nam, in Vietnam: al torneo hanno partecipato nove squadre di club asiatiche e oceaniane e la vittoria finale è andata per la prima volta al Bangkok Glass Volleyball Club.

## Regolamento

### Formula
Le squadre hanno disputato una prima fase a gironi con formula del girone all'italiana; al termine della prima fase:
- Le prime quattro classificate di ogni girone hanno acceduto alla fase finale per il primo posto, strutturata in quarti di finale, semifinali, finale per il terzo posto e finale.
- Le quattro eliminate ai quarti di finale per il primo posto hanno acceduto alla fase finale per il quinto posto, strutturata in semifinali, finale per il settimo posto e finale per il quinto posto.

### Criteri di classifica
Se il risultato finale è stato di 3-0 o 3-1 sono stati assegnati 3 punti alla squadra vincente e 0 a quella sconfitta, se il risultato finale è stato di 3-2 sono stati assegnati 2 punti alla squadra vincente e 1 a quella sconfitta.
L'ordine del posizionamento in classifica è stato definito in base a:
- Numero di partite vinte;
- Punti;
- Ratio dei set vinti/persi;
- Ratio dei punti realizzati/subiti;
- Risultati degli scontri diretti.

## Squadre partecipanti
- Žetysu
- Bangkok Glass
- Hisamitsu Springs
- Petron
- April 25 Pyongyang
- Taiwan Power
- Azad University
- Thông Post Bank
- Zhejiang

## Torneo

### Fase a gironi
| Girone A        | Girone B           |
| --------------- | ------------------ |
| Žetysu          | Hisamitsu Springs  |
| Bangkok Glass   | Petron             |
| Taiwan Power    | April 25 Pyongyang |
| Thông Post Bank | Azad University    |
| -               | Zhejiang           |

#### Girone A

##### Risultati
| 12 settembre 2015 Hà Nam Gymnasium, Ha Nam Durata: ? - Spettatori: ? | Thông Post Bank | 1 - 3 | Taiwan Power  | 26-28, 19-25, 25-17, 14-25        |
| 12 settembre 2015 Hà Nam Gymnasium, Ha Nam Durata: ? - Spettatori: ? | Žetysu          | 0 - 3 | Bangkok Glass | 23-25, 22-25, 22-25               |
| 13 settembre 2015 Hà Nam Gymnasium, Ha Nam Durata: ? - Spettatori: ? | Taiwan Power    | 3 - 0 | Žetysu        | 25-19, 25-14, 25-21               |
| 14 settembre 2015 Hà Nam Gymnasium, Ha Nam Durata: ? - Spettatori: ? | Bangkok Glass   | 2 - 3 | Taiwan Power  | 25-17, 25-20, 16-25, 23-25, 12-15 |
| 15 settembre 2015 Hà Nam Gymnasium, Ha Nam Durata: ? - Spettatori: ? | Thông Post Bank | 1 - 3 | Žetysu        | 17-25, 25-19, 22-25, 21-25        |
| 16 settembre 2015 Hà Nam Gymnasium, Ha Nam Durata: ? - Spettatori: ? | Thông Post Bank | 0 - 3 | Bangkok Glass | 12-25, 14-25, 22-25               |

##### Classifica
| Pos | Squadra         | Pt | G | V | P | SV | SP | Ratio | PF  | PS  | Ratio |
| --- | --------------- | -- | - | - | - | -- | -- | ----- | --- | --- | ----- |
| 1   | Taiwan Power    | 8  | 3 | 3 | 0 | 9  | 3  | 3.000 | 272 | 239 | 1.138 |
| 2   | Bangkok Glass   | 7  | 3 | 2 | 1 | 8  | 3  | 2.666 | 251 | 216 | 1.162 |
| 3   | Žetysu          | 3  | 3 | 1 | 2 | 3  | 7  | 0.428 | 215 | 235 | 0.914 |
| 4   | Thông Post Bank | 0  | 3 | 0 | 3 | 2  | 9  | 0.222 | 216 | 264 | 0.818 |

#### Girone B

##### Risultati
| 12 settembre 2015 Hà Nam Gymnasium, Ha Nam Durata: ? - Spettatori: ? | Zhejiang           | 3 - 0 | Azad University    | 25-7, 25-10, 25-17                |
| 12 settembre 2015 Hà Nam Gymnasium, Ha Nam Durata: ? - Spettatori: ? | April 25 Pyongyang | 3 - 0 | Petron             | 25-13, 25-18, 25-11               |
| 13 settembre 2015 Hà Nam Gymnasium, Ha Nam Durata: ? - Spettatori: ? | Azad University    | 0 - 3 | April 25 Pyongyang | 13-25, 22-25, 18-25               |
| 13 settembre 2015 Hà Nam Gymnasium, Ha Nam Durata: ? - Spettatori: ? | Hisamitsu Springs  | 2 - 3 | Zhejiang           | 25-22, 21-25, 25-16, 23-25, 11-15 |
| 14 settembre 2015 Hà Nam Gymnasium, Ha Nam Durata: ? - Spettatori: ? | April 25 Pyongyang | 0 - 3 | Hisamitsu Springs  | 10-25, 15-25, 12-25               |
| 14 settembre 2015 Hà Nam Gymnasium, Ha Nam Durata: ? - Spettatori: ? | Petron             | 3 - 0 | Azad University    | 25-8, 25-16, 25-23                |
| 15 settembre 2015 Hà Nam Gymnasium, Ha Nam Durata: ? - Spettatori: ? | Zhejiang           | 3 - 0 | April 25 Pyongyang | 25-15, 25-18, 25-22               |
| 15 settembre 2015 Hà Nam Gymnasium, Ha Nam Durata: ? - Spettatori: ? | Hisamitsu Springs  | 3 - 0 | Petron             | 25-5, 25-16, 25-12                |
| 16 settembre 2015 Hà Nam Gymnasium, Ha Nam Durata: ? - Spettatori: ? | Azad University    | 0 - 3 | Hisamitsu Springs  | 13-25, 6-25, 15-25                |
| 16 settembre 2015 Hà Nam Gymnasium, Ha Nam Durata: ? - Spettatori: ? | Petron             | 0 - 3 | Zhejiang           | 15–25, 14–25, 20–25               |

##### Classifica
| Pos | Squadra            | Pt | G | V | P | SV | SP | Ratio | PF  | PS  | Ratio |
| --- | ------------------ | -- | - | - | - | -- | -- | ----- | --- | --- | ----- |
| 1   | Zhejiang           | 11 | 4 | 4 | 0 | 12 | 2  | 6.000 | 328 | 243 | 1.349 |
| 2   | Hisamitsu Springs  | 10 | 4 | 3 | 1 | 11 | 3  | 3.666 | 330 | 207 | 1.594 |
| 3   | April 25 Pyongyang | 6  | 4 | 2 | 2 | 6  | 6  | 1.000 | 242 | 245 | 0.987 |
| 4   | Petron             | 3  | 4 | 1 | 3 | 3  | 9  | 0.333 | 199 | 272 | 0.731 |
| 5   | Azad University    | 0  | 4 | 0 | 4 | 0  | 12 | 0.000 | 168 | 300 | 0.560 |

### Fase finale

#### Finale 1º e 3º posto
|  | Quarti             | Quarti            |                   |          | Semifinali         | Semifinali         |  |  | Finale 1º/2º posto | Finale 1º/2º posto |
|  |                    |                   |                   |          |                    |                    |  |  |                    |                    |
|  |                    |                   |                   |          |                    |                    |  |  |                    |                    |
|  |                    |                   |                   |          |                    |                    |  |  |                    |                    |
|  | Taiwan Power       | 3                 |                   |          |                    |                    |  |  |                    |                    |
|  | Taiwan Power       | 3                 |                   |          |                    |                    |  |  |                    |                    |
|  | Petron             | 0                 |                   |          |                    |                    |  |  |                    |                    |
|  | Petron             | 0                 | Taiwan Power      | 2        |                    |                    |  |  |                    |                    |
|  |                    |                   | Taiwan Power      | 2        |                    |                    |  |  |                    |                    |
|  |                    | Hisamitsu Springs | 3                 |          |                    |                    |  |  |                    |                    |
|  | Hisamitsu Springs  | Hisamitsu Springs | 3                 | 3        |                    |                    |  |  |                    |                    |
|  | Hisamitsu Springs  |                   |                   | 3        |                    |                    |  |  |                    |                    |
|  | Žetysu             | 0                 |                   |          |                    |                    |  |  |                    |                    |
|  | Žetysu             | 0                 | Hisamitsu Springs | 2        |                    |                    |  |  |                    |                    |
|  |                    |                   | Hisamitsu Springs | 2        |                    |                    |  |  |                    |                    |
|  |                    | Bangkok Glass     | 3                 |          |                    |                    |  |  |                    |                    |
|  | Zhejiang           | Bangkok Glass     | 3                 | 3        |                    |                    |  |  |                    |                    |
|  | Zhejiang           |                   |                   | 3        |                    |                    |  |  |                    |                    |
|  | Thông Post Bank    | 0                 |                   |          |                    |                    |  |  |                    |                    |
|  | Thông Post Bank    | 0                 | Zhejiang          | 2        | Finale 3º/4º posto | Finale 3º/4º posto |  |  |                    |                    |
|  |                    |                   | Zhejiang          | 2        | Finale 3º/4º posto | Finale 3º/4º posto |  |  |                    |                    |
|  |                    | Bangkok Glass     | 3                 |          |                    |                    |  |  |                    |                    |
|  | Bangkok Glass      | Bangkok Glass     | 3                 | 3        | Taiwan Power       | 0                  |  |  |                    |                    |
|  | Bangkok Glass      |                   |                   | 3        | Taiwan Power       | 0                  |  |  |                    |                    |
|  | April 25 Pyongyang | 1                 |                   | Zhejiang | 3                  |                    |  |  |                    |                    |
|  | April 25 Pyongyang | 1                 |                   |          | 3                  |                    |  |  |                    |                    |
|  |                    |                   |                   |          |                    |                    |  |  |                    |                    |
|  |                    |                   |                   |          |                    |                    |  |  |                    |                    |

##### Ottavi di finale
| 18 settembre 2015 Hà Nam Gymnasium, Ha Nam Durata: ? - Spettatori: ? | Taiwan Power      | 3 - 0 | Petron             | 25-20, 25-16, 25-9         |
| 18 settembre 2015 Hà Nam Gymnasium, Ha Nam Durata: ? - Spettatori: ? | Bangkok Glass     | 3 - 1 | April 25 Pyongyang | 25-18, 25-15, 22-25, 25-23 |
| 18 settembre 2015 Hà Nam Gymnasium, Ha Nam Durata: ? - Spettatori: ? | Hisamitsu Springs | 3 - 0 | Žetysu             | 25-18, 25-20, 25-23        |
| 18 settembre 2015 Hà Nam Gymnasium, Ha Nam Durata: ? - Spettatori: ? | Zhejiang          | 3 - 0 | Thông Post Bank    | 25-16, 25-15, 25-12        |

##### Semifinali
| 19 settembre 2015 Hà Nam Gymnasium, Ha Nam Durata: ? - Spettatori: ? | Zhejiang     | 2 - 3 | Bangkok Glass     | 14-25, 25-17, 23-25, 25-19, 9-15 |
| 19 settembre 2015 Hà Nam Gymnasium, Ha Nam Durata: ? - Spettatori: ? | Taiwan Power | 2 - 3 | Hisamitsu Springs | 25-23, 28-26, 10-25, 11-25, 4-15 |

##### Finale 3º posto
| 20 settembre 2015 Hà Nam Gymnasium, Ha Nam Durata: ? - Spettatori: ? | Taiwan Power | 0 - 3 | Zhejiang | 14-25, 15-25, 15-25 |

##### Finale
| 20 settembre 2015 Hà Nam Gymnasium, Ha Nam Durata: ? - Spettatori: ? | Hisamitsu Springs | 2 - 3 | Bangkok Glass | 22-25, 25-20, 25-23, 22-25, 12-15 |

#### Finale 5º e 7º posto
|  | Semifinali         | Semifinali         | Semifinali         |                    |        | Finale 5º/6º posto | Finale 5º/6º posto | Finale 5º/6º posto |  |
|  |                    |                    |                    |                    |        |                    |                    |                    |  |
|  | Petron             | Petron             | 0                  |                    |        |                    |                    |                    |  |
|  | Petron             | Petron             | 0                  |                    |        |                    |                    |                    |  |
|  | Žetysu             | Žetysu             | 3                  |                    |        |                    |                    |                    |  |
|  | Žetysu             | Žetysu             | 3                  |                    | Žetysu | Žetysu             | 3                  |                    |  |
|  |                    |                    |                    |                    | Žetysu | Žetysu             | 3                  |                    |  |
|  |                    |                    | April 25 Pyongyang | April 25 Pyongyang | 0      |                    |                    |                    |  |
|  | Thông Post Bank    | Thông Post Bank    | April 25 Pyongyang | April 25 Pyongyang | 0      | 0                  |                    |                    |  |
|  | Thông Post Bank    | Thông Post Bank    |                    |                    |        | 0                  |                    |                    |  |
|  | April 25 Pyongyang | April 25 Pyongyang | 3                  |                    |        | Finale 7º/8º posto | Finale 7º/8º posto | Finale 7º/8º posto |  |
|  | April 25 Pyongyang | April 25 Pyongyang | 3                  |                    |        |                    |                    |                    |  |
|  |                    |                    |                    |                    |        |                    |                    |                    |  |
|  |                    |                    |                    |                    |        | Petron             | Petron             | 1                  |  |
|  |                    |                    |                    |                    |        | Petron             | Petron             | 1                  |  |
|  |                    |                    |                    |                    |        | Thông Post Bank    | Thông Post Bank    | 3                  |  |

##### Semifinali
| 19 settembre 2015 Hà Nam Gymnasium, Ha Nam Durata: ? - Spettatori: ? | Petron          | 0 - 3 | Žetysu             | 17-25, 18-25, 20-25 |
| 19 settembre 2015 Hà Nam Gymnasium, Ha Nam Durata: ? - Spettatori: ? | Thông Post Bank | 0 - 3 | April 25 Pyongyang | 22-25, 21-25, 21-25 |

##### Finale 7º posto
| 20 settembre 2015 Hà Nam Gymnasium, Ha Nam Durata: ? - Spettatori: ? | Petron | 1 - 3 | Thông Post Bank | 24-26, 25-27, 26-24 20–25 |

##### Finale 5º posto
| 20 settembre 2015 Hà Nam Gymnasium, Ha Nam Durata: ? - Spettatori: ? | Žetysu | 3 - 0 | April 25 Pyongyang | 25-18, 25-19, 25-22 |

## Classifica finale
| Pos | Squadre            | Qualificazione                    |
| --- | ------------------ | --------------------------------- |
|     | Bangkok Glass      | Campionato mondiale per club 2016 |
|     | Hisamitsu Springs  |                                   |
|     | Zhejiang           |                                   |
| 4   | Taiwan Power       |                                   |
| 5   | Žetysu             |                                   |
| 6   | April 25 Pyongyang |                                   |
| 7   | Thông Post Bank    |                                   |
| 8   | Petron             |                                   |
| 9   | Azad University    |                                   |

## Premi individuali
| Premio                 | Nome                | Squadra           |
| ---------------------- | ------------------- | ----------------- |
| MVP                    | Pleumjit Thinkaow   | Bangkok Glass     |
| Miglior palleggiatrice | Pornpun Guedpard    | Bangkok Glass     |
| Miglior opposto        | Wan-Ting Chen       | Taiwan Power      |
| Miglior schiacciatrice | Miyu Nagaoka        | Hisamitsu Springs |
| Miglior schiacciatrice | Risa Shinnabe       | Hisamitsu Springs |
| Miglior centrale       | Nguyễn Thị Ngọc Hoa | Bangkok Glass     |
| Miglior centrale       | Yang Zhou           | Zhejiang          |
| Miglior libero         | Tikamporn Changkeaw | Bangkok Glass     |